# Societatea de Transport Public Timișoara

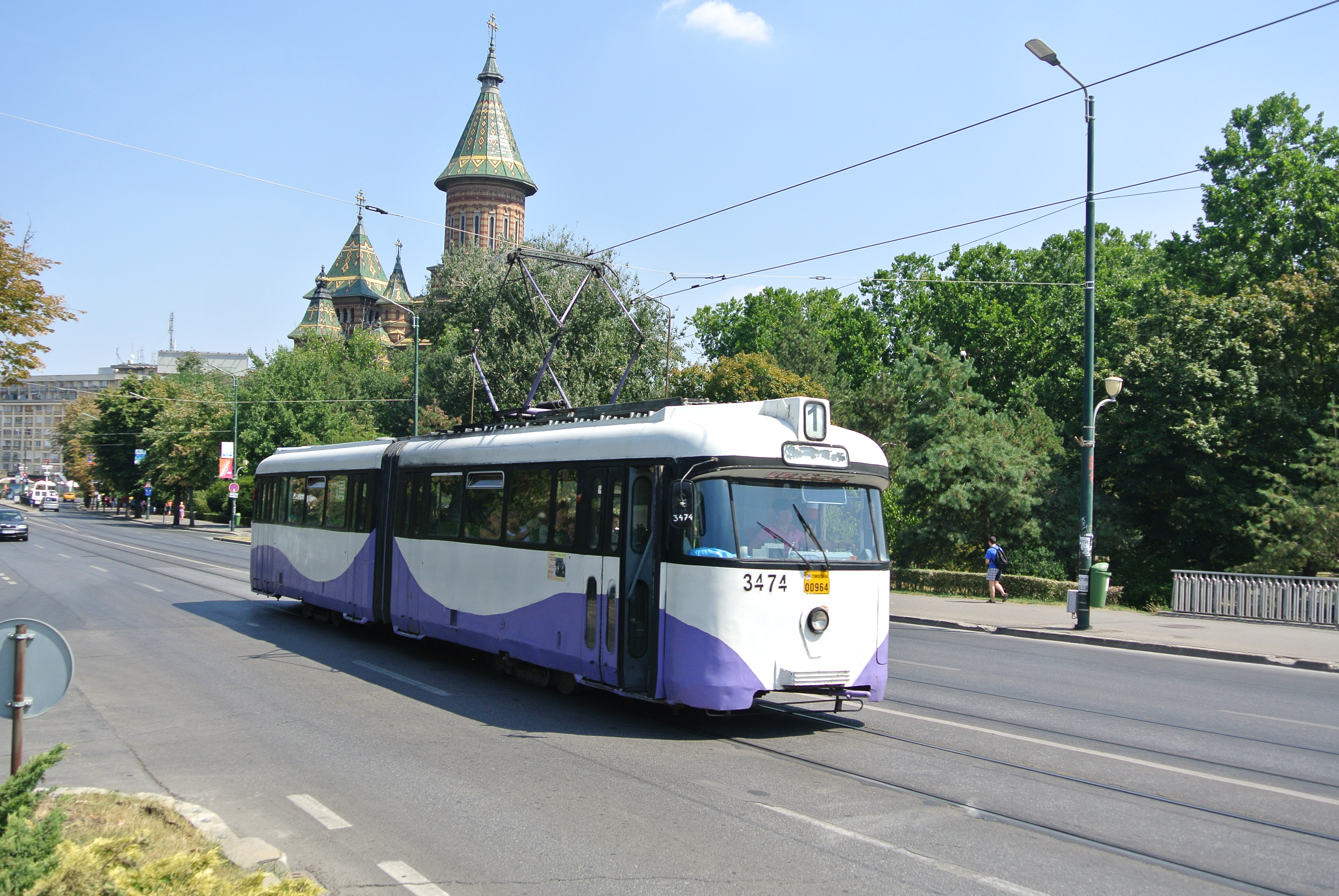
Eine Straßenbahn auf der Linie 1

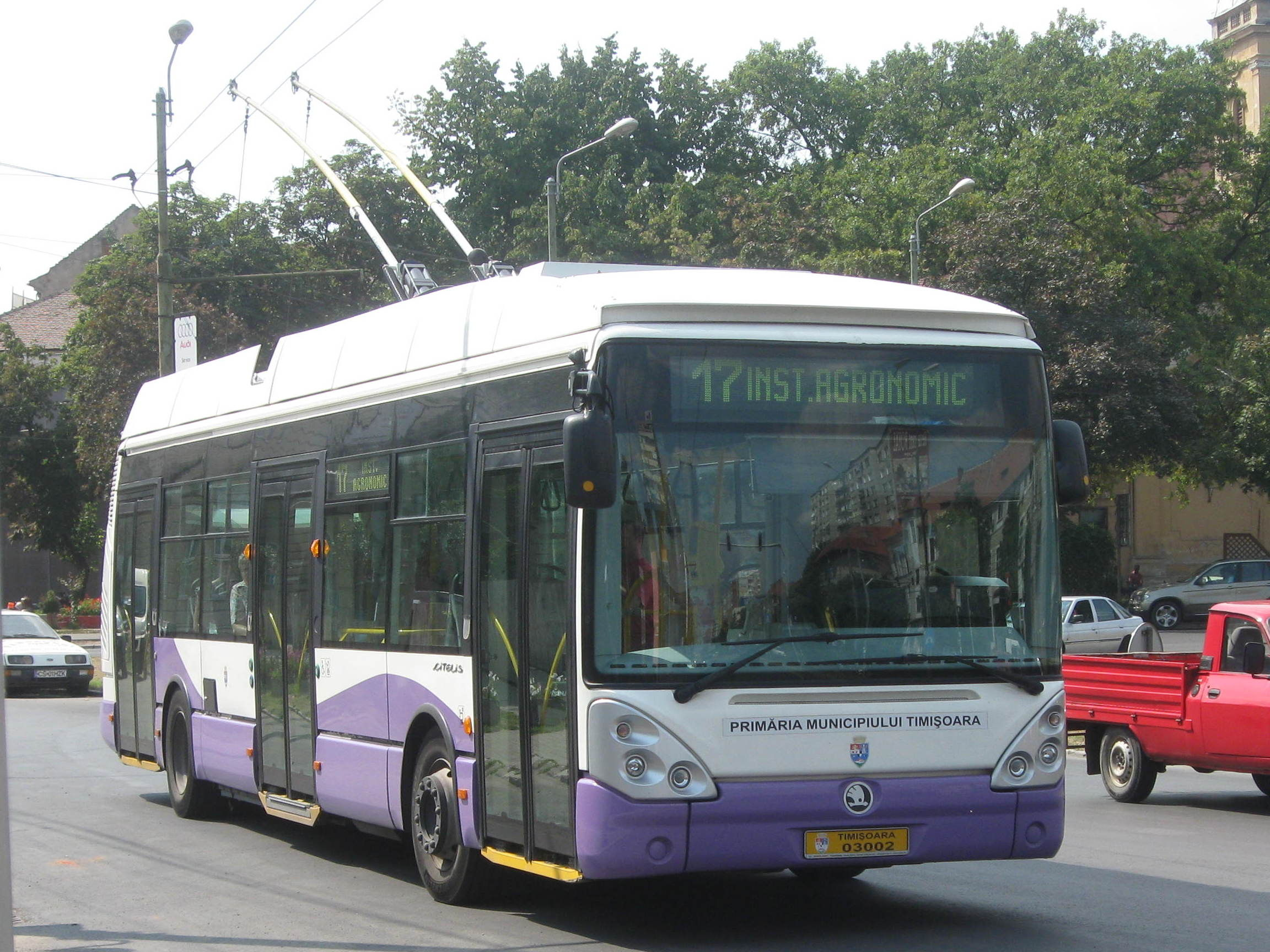
Ein Oberleitungsbus auf der Linie 17

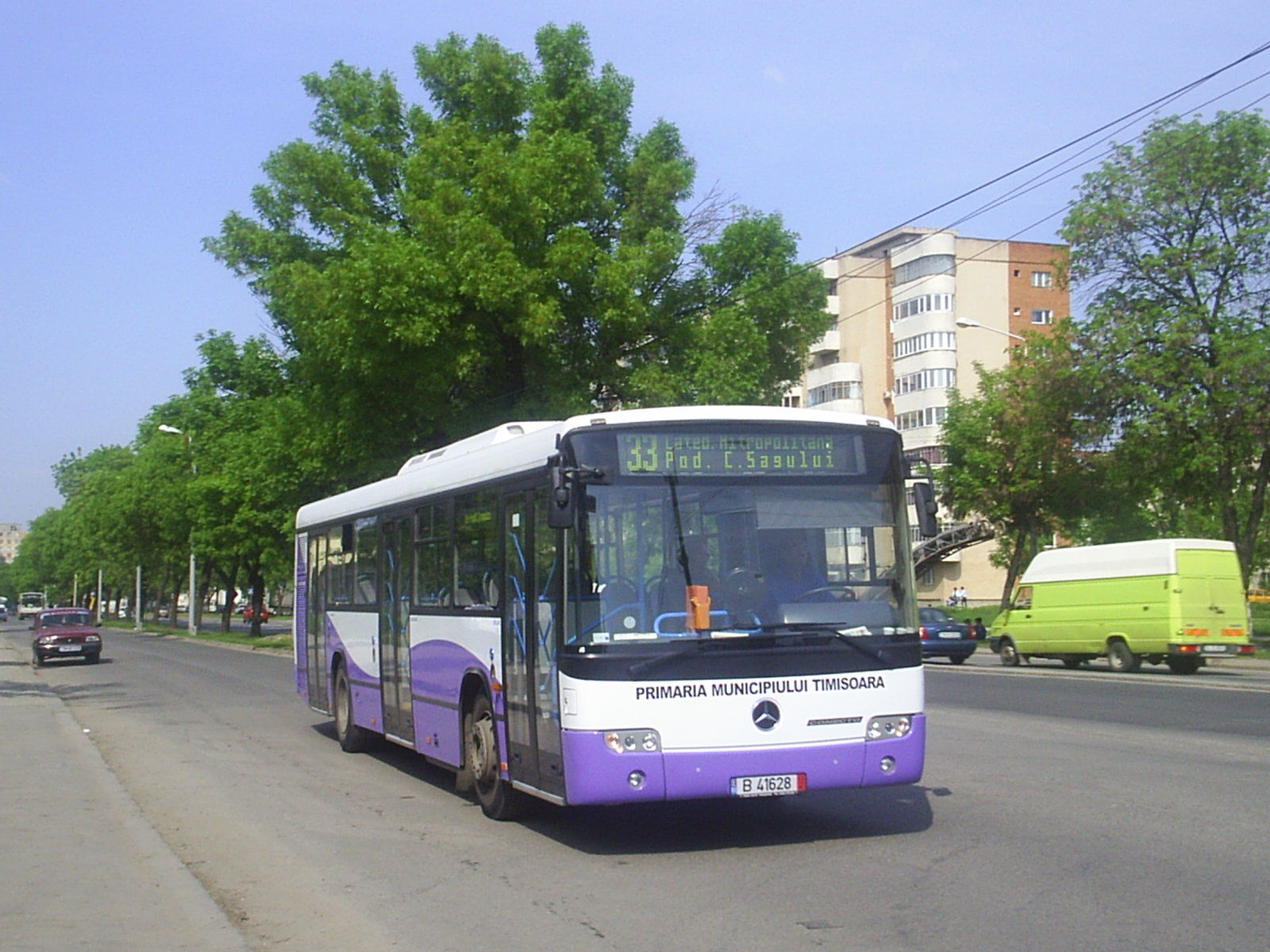
Ein Autobus auf der Linie 33

Heinrich Christian Baader, Direktor von 1867 bis 1918

Die S.C. Societatea de Transport Public Timișoara S.A., abgekürzt S.T.P.T. (bis 2017 Regia Autonomă de Transport Timișoara, R.A.T.T.), ist das Verkehrsunternehmen der rumänischen Großstadt Timișoara und deckt den gesamten städtischen ÖPNV ab. Der Aktiengesellschaft unterstehen insgesamt 38 Linien, darunter zwei gestrichene Liniensignale sowie eine Schifffahrtslinie.
Jährlich werden 90 Millionen Passagiere befördert, davon 52 Millionen mit der Straßenbahn. Die S.T.P.T. geht auf die am 3. November 1867 gegründete Temesvárer Straßen-Eisenbahn-Gesellschaft zurück, die einst die 1869 eröffnete Pferdebahn betrieb. Außer den zehn Stadtbezirken Timișoaras bedient die S.T.P.T. auch die umliegenden Ortschaften Albina, Becicherecu Mic, Dumbrăvița, Ghiroda, Giarmata-Vii, Moșnița Nouă, Moșnița Veche und Urseni sowie den außerhalb der Stadtgrenzen gelegenen Flughafen Timișoara. In früheren Jahren fuhren die Autobusse des Unternehmens außerdem die Gemeinden Chișoda, Dudeștii Noi, Giroc, Săcălaz, Sânmihaiu German, Sânmihaiu Român und Utvin, diese Verbindungen übernahmen mittlerweile andere Unternehmen.

## Linienübersicht
| Straßenbahn Timișoara                                | 1, 2, 4, 6, 7, 8 und 9                |
| Straßenbahn Timișoara im Schienenersatzverkehr       | 3, 5                                  |
| Oberleitungsbus Timișoara, Stadtlinien               | 11, 13, 14, 15, 16, 17 und 18         |
| Oberleitungsbus Timișoara, Metropollinien ins Umland | M11 und M14                           |
| Autobus, Stadtlinien                                 | 21, 23, 28, 29, 32, 33, 33, 40 und 46 |
| Autobus, Expresslinien                               | E1, E2, E3, E4, E4, E6, E7 und E8     |
| Autobus, Metropollinien ins Umland                   | M22, M35 und M44                      |
| Vaporetto                                            | V1                                    |

## Namenswechsel
Die Verkehrsgesellschaft wechselte im Laufe der Zeit wie folgt ihre Bezeichnung:
| ab 3. November 1867:  | Temesvárer Straßen-Eisenbahn-Gesellschaft |                                |  |
| ab 18xx:              | Temesvári Közúti Vaspálya Társaság ungarische Bezeichnung im Zuge der fortschreitenden Magyarisierung | TKV TKVT TeKöVa Rt.            |  |
| ab 21. Juli 1897:     | Temesvári Villamos Városi Vasút Részvénytársaság Im Hinblick auf die bevorstehende Elektrifizierung, die offizielle deutsche Entsprechung lautete Temesvárer Elektrische Stadtbahn Actiengesellschaft | TVVV Rt.                       |  |
| ab 29. Dezember 1904: | Temesvári Villamos Városi Vasút anlässlich der Umwandlung in einen kommunalen Eigenbetrieb | TVVV                           |  |
| ab 1919:              | Tramvaiele Comunale Timișoara in Folge der Teilung des Banats und der Angliederung der Stadt an Rumänien nach dem Ersten Weltkrieg | T.C.T.                         |  |
| ab 1. April 1938:     | Întreprinderile Electromecanice ale Municipiului Timişoara nach Vereinigung mit dem städtischen Elektrizitätswerk Uzina Electrică Timişoara – U.Z.E.T. | I.E.T.                         |  |
| ab 7. Mai 1938:       | Întreprinderile Electromecanice Municipale – Regia I.E.T. Umwandlung in einen Regiebetrieb in Folge des am 7. Mai 1938 erlassenen Gesetzes zur Reorganisation kommunaler Betriebe | I.E.T.                         |  |
| ab 1948:              | Întreprinderea de Transport Timișoara In Folge der allgemeinen Verstaatlichung nach dem Zweiten Weltkrieg gemäß Gesetz Nummer 119 vom 11. Juni 1948 Auslagerung des Elektrizitätswerks in die neue Gesellschaft Societatea de Electricitate Banat, die schließlich 1949 in Întreprinderea Regională de Electricitate Timişoara (I.R.E.T.) umbenannt wurde | I.T.T.                         |  |
| ab 14. Mai 1949:      | Întreprinderea de Transport, Apă și Salubritate nach Vereinigung mit dem Ver- und Entsorgungsunternehmen Întreprinderea de Apă şi Canal a Oraşului Timişoara – A.C.O.T. | I.T.A.S                        |  |
| ab 1957:              | Întreprinderea Comunală Oraş Timişoara | I.C.O.T                        |  |
| ab Sommer 1962:       | Întreprinderea de Transport Timișoara nach Abspaltung des Ver- und Entsorgungsunternehmens Întreprinderea de Gospodărie Orăşenească Timișoara – I.G.O.T. | I.T.T.                         |  |
| ab 1973:              | Întreprinderea de Transport și Construcții Vagoane de Tramvai Timișoara in Folge des Beginns der serienmäßigen Herstellung von Straßenbahnwagen des Typs Timiș 2 im Jahr 1972 | I.T.C.V.T.T.                   |  |
| ab 1977:              | Întreprinderea de Transport în Comun Timișoara nach Auslagerung der Timiș 2-Produktion an das Maschinenbau-Unternehmen „Electrometal Timișoara“ | I.T.C.T.                       |  |
| ab 1. Dezember 1979:  | Întreprinderea Judeteană de Transport Local Timiș In Folge einer landesweiten Neustrukturierung des ÖPNV gemäß Dekret Nummer 377/1 vom 9. November 1979, gemäß dem fortan je Județ nur noch ein öffentliches Nahverkehrsunternehmen zuständig war | I.J.T.L. Timiș oder I.J.T.L.T. |  |
| ab September 1990:    | Întreprinderea de Transport Local Timișoara Rekommunalisierung in Folge der Rumänischen Revolution von 1989 | I.T.L.                         |  |
| ab 1. Januar 1991:    | Regia Autonomă de Transport Timișoara Erneute Umwandlung in einen autonomen Regiebetrieb | R.A.T.T.                       |  |
| ab Juli 2017:         | S.C. Societatea de Transport Public Timișoara S.A. Erneute Umwandlung in eine Aktiengesellschaft | S.T.P.T.                       |  |

## Die Gesellschaft als Fahrzeughersteller

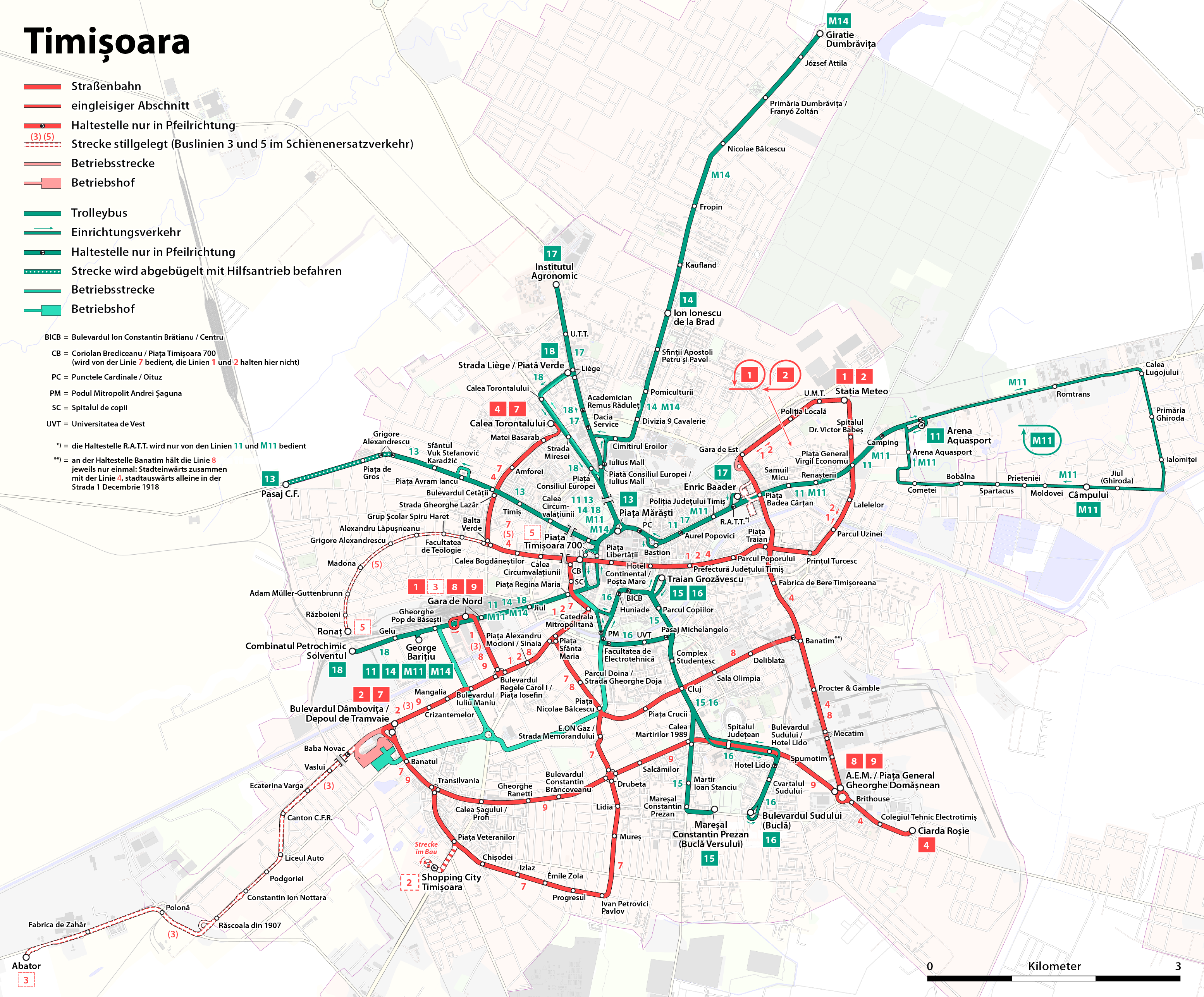
Das Straßenbahn- und Oberleitungsbusnetz der S.T.P.T.

Als Besonderheit stellte der Verkehrsbetrieb ab 1914 auch selbst immer wieder Straßenbahn-Fahrzeuge her, allerdings nur in kleinen Stückzahlen und überwiegend für den eigenen Bedarf. So wurden beispielsweise auch die ersten Züge des weitverbreiteten Typs Timiș 2 von der damaligen I.T.T. beziehungsweise I.T.C.V.T.T. produziert (Prototyp 1970, Serienfertigung ab 1972). Jedoch wurde die weitere Produktion, die ab 1975 auch für andere rumänische Straßenbahnbetriebe erfolgte, schließlich 1977 dem Unternehmen Electrometal Timișoara übertragen.
Ferner stellte die Gesellschaft 1936 den kurzen zweiachsigen Dieseltriebwagen AM1 her, der ab 1937 im Touristikverkehr auf der schmalspurigen Waldbahn Zăvoi–Poiana Mărului zum Einsatz kam. Nahe beim Endpunkt der Waldbahn unterhielt die damalige T.C.T. zur Erholung ihrer Mitarbeiter die beiden Berghütten Bela Vista und Brădisorul. 1938 wurde außerdem noch ein zugehöriger Beiwagen produziert.

## Liniennummern
Über die Jahre bemühte sich die Gesellschaft, ihren Verkehrsmitteln klar unterscheidbare Linienbezeichnungen zuzuweisen – wobei allerdings die beiden bis 1899 existierenden Pferdebahnlinien sowie alle Autobuslinien vor 1942 gar keine Liniennummern trugen. Erst zum 1. Oktober 1962 führte das Unternehmen schließlich eine systematische Kennzeichnung der drei Verkehrsmittel ein, bei dem die einzelnen Liniensignale allerdings nach sowjetischem beziehungsweise Budapester Vorbild bis zu dreimal vergeben waren:
| Nummer 1: | von 1962 bis 1971 dreifach vergeben |
| Nummer 2: | von 1962 bis 1971 dreifach vergeben |
| Nummer 3: | von 1962 bis 1964 dreifach vergeben, von 1964 bis 1968 doppelt vergeben (Straßenbahn und Autobus), von 1968 bis 1971 dreifach vergeben |
| Nummer 4: | von 1962 bis 1971 dreifach vergeben |
| Nummer 5: | von 1962 bis 1971 doppelt vergeben (Straßenbahn und Autobus)                                                                           |
| Nummer 6: | von 1962 bis 1971 doppelt vergeben (Straßenbahn und Autobus)                                                                           |
| Nummer 7: | von 1962 bis 1971 doppelt vergeben (Straßenbahn und Autobus)                                                                           |

Erst mit dem im Frühjahr 1971 in Kraft getretenen heutigen System (Straßenbahnlinien 1–10, Trolleybuslinien 11–20 und Autobuslinien ab 21 aufwärts) gehörten die Doppelnummerierungen wieder der Vergangenheit an. Allerdings existierten – als Ausnahme von dieser Regel – zwischen 2000 und 2009 sowohl eine Straßenbahnlinie 11 als auch eine Oberleitungsbuslinie 11.

## Schiffsverkehr

### 1961
Bereits am 15. Juli 1961 nahm die damalige I.C.O.T. gemeinsam mit der Societatea Timișoreană de Navigație die Fahrgastschifffahrt auf der Bega auf. Täglich zwischen 10:00 und 20:00 Uhr bedienten die beiden Motorboote Rîndunica (rumänisch für Schwalbe) und Pionier (in Anlehnung an die Bezeichnung der Mitglieder der 1949 gegründeten sozialistischen Massenorganisation Organizaţia Pionierilor) folgende acht Anlegestellen:
- 1: Podul Decebal (Calea Dorobanților)
- 2: Podul Dacilor (Piața Badea Cârțan)
- 3: Podul Traian (Baia Neptun)
- 4: Pasarela Strada Michelangelo
- 5: Podul Mihai Viteazul (Terasa C.F.R.)
- 6: Podul de Fier (Fabrica de Pălării)
- 7: Podul Eroilor (Strada Văcărescu)
- 8: Fabrica Solventul

Tariflich betrachtet war die Verbindung in zwei Teilstrecken unterteilt, die jeweils 0,50 Lei kosteten:
- I: Podul Decebal – Pasarela Strada Michelangelo
- II: Pasarela Strada Michelangelo – Fabrica Solventul

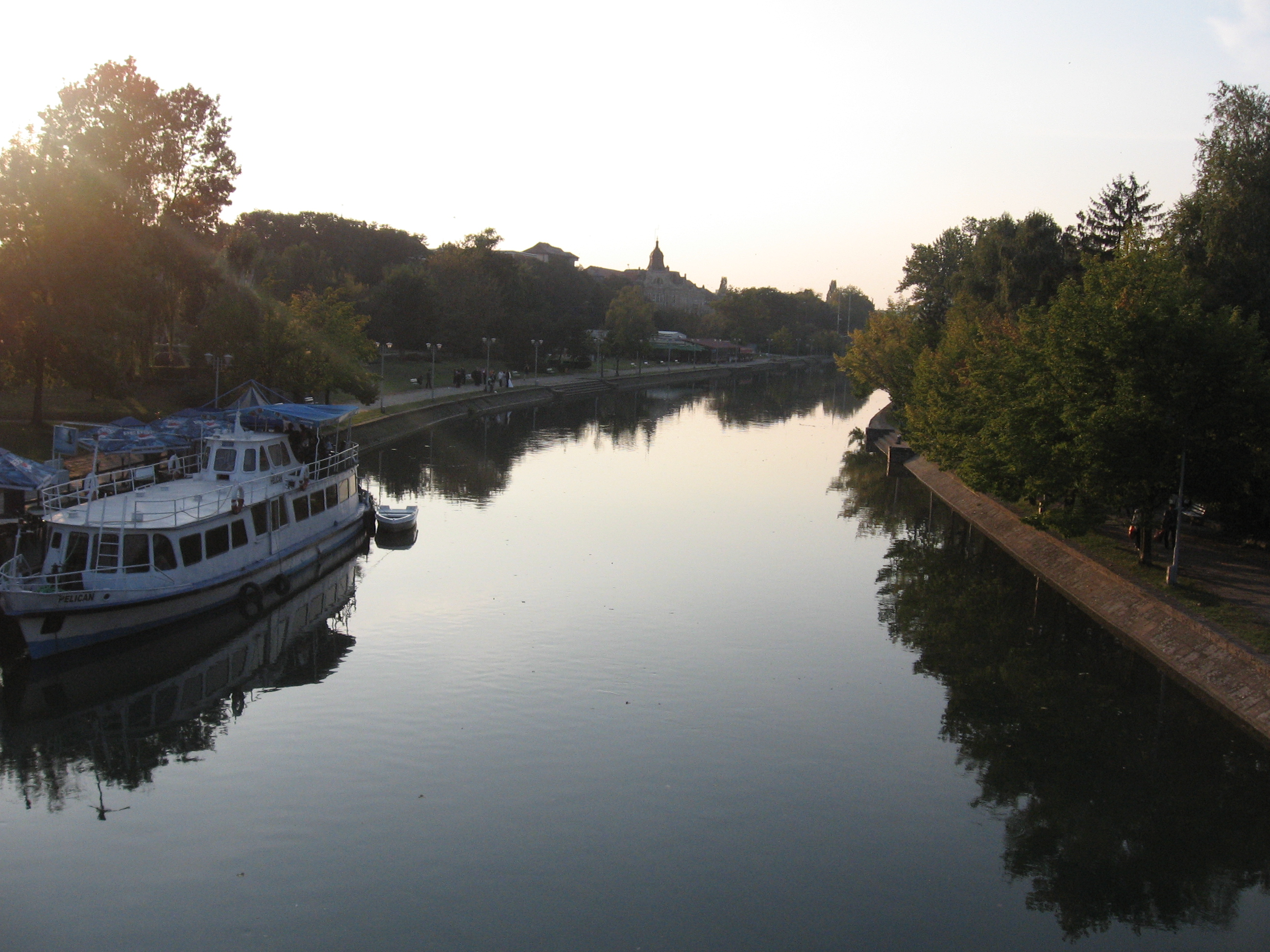
Das zu einem schwimmenden Restaurant umfunktionierte Motorboot Pelican, 2006

Dieser Verkehr endete 1966, ab dem 27. Mai 1983 pendelte dann ersatzweise das im Februar 1983 beschaffte Motorboot Pelican zwischen dem Podul Mihai Viteazul und der Schleuse Sânmihaiu Român. Sein Betrieb endete im Sommer 1992, nach einer anderen Quelle schon 1986.

### 2016

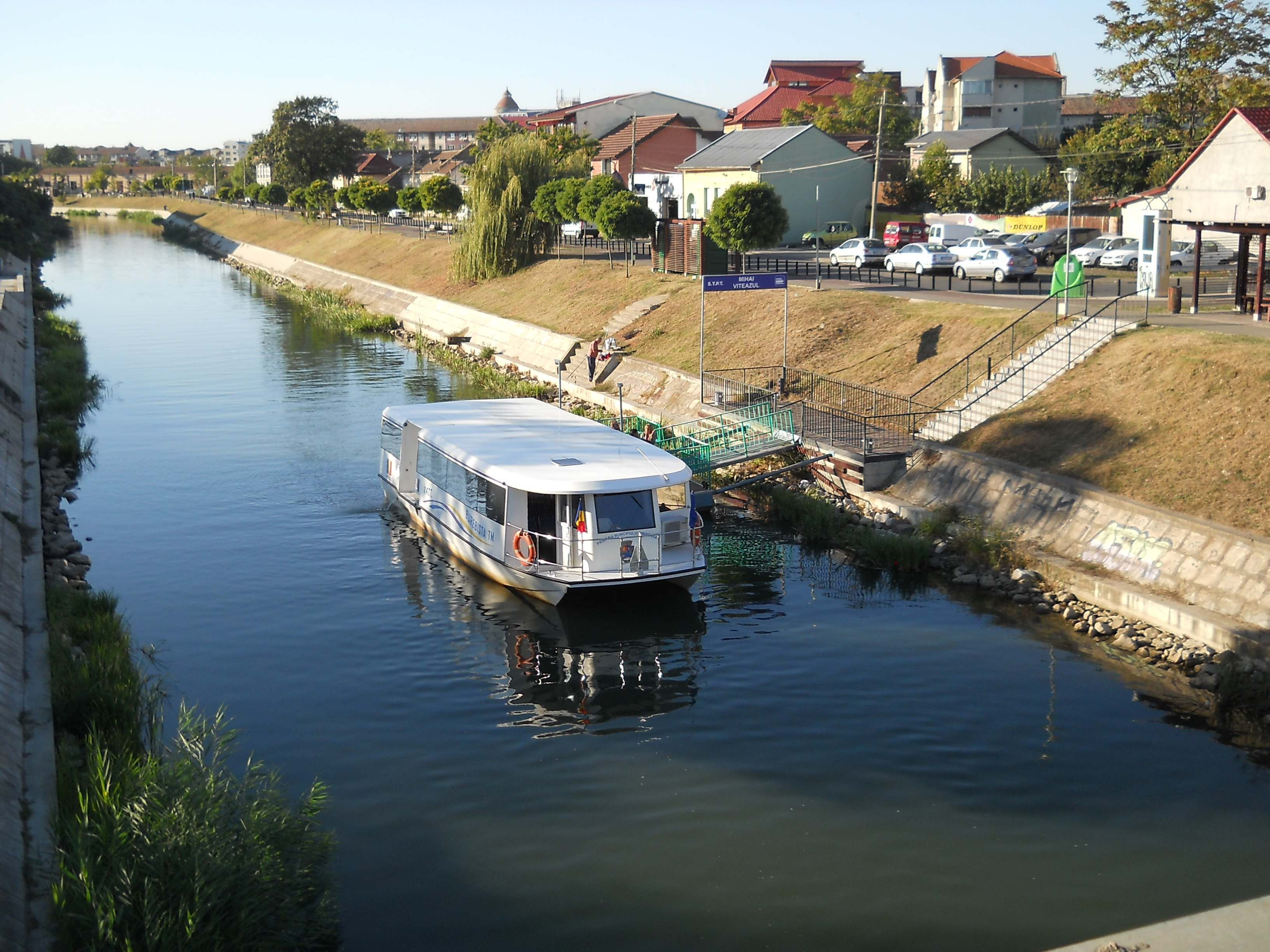
Das Vaporetto Burebista an der Endstation Mihai Viteazul, Oktober 2018

Für die am 28. Mai 2016 eröffnete und 6,7 Kilometer lange zweite Schiffslinie auf der Bega, rumänisch linia de hidrobuz für Wasserbus, stehen die sieben Schiffe Burebista-TM, Decebal-TM, Ferdinand I-TM – in der Projektphase noch als Economu-TM bezeichnet, Glad-TM, Mercy-TM, Savoya-TM und Traian-TM zur Verfügung. Die von der Werft Spat Yard SRL in Galați gebauten Motorboote sind 12,7 Meter lang, 4,9 Meter breit, können je 50 Passagiere befördern und kosteten jeweils 275.000 Euro. Sie werden analog zum venezianischen Vorbild als Vaporetto vermarktet, die einzige Linie V1 bedient die insgesamt neun Anlegestellen wie folgt:
- Mihai Viteazul / Piața Sarmisegetuza (rechtes Ufer, nach dem Podul Mihai Viteazul)
- Dacia / Piața Badea Cârțan (rechtes Ufer, vor dem Podul Dacilor)
- Corneliu Coposu / Parc Mocioni (rechtes Ufer, vor dem Podul Decebal)
- Vasile Pârvan / Ștrand Termal (linkes Ufer, vor dem Podul Michelangelo)
- Catedrala Mitropolitană (linkes Ufer, nach dem Podul Mitropolit Andrei Șaguna)
- Sfânta Maria / Palațul Apelor (linkes Ufer, nach dem Podul Traian)
- Ștefan cel Mare / Bulevardul Dragalina (linkes Ufer, nach dem Podul Ștefan cel Mare)
- Constantin Brâncoveanu / Strada Vulturilor (linkes Ufer, auf Höhe der Strada Vulturilor)
- Ardealul / Pod Modoș (linkes Ufer, nach dem Podul Modoș)

Allerdings musste der Betrieb bereits nach Ablauf der dreimonatigen Probephase vorübergehend eingestellt werden, weil er sich als illegal erwies. Ursächlich hierfür war die fehlende Genehmigung der – für alle Wasserstraßen des Landes zuständigen – nationalen Marinebehörde Autoritatea Navală Română, kurz A.N.R. In dieser Zeit benutzten insgesamt 30.000 Passagiere die Schiffe. Erst am 4. Oktober 2018 konnte der Regelbetrieb aufgenommen werden.